# 吞食鱼
《吞食鱼》（英語：Feeding Frenzy）也称《貪食魚》、《吞噬鱼》、《大鱼吃小鱼》等，是一款街机模式的水生动物模拟游戏，由Sprout Games开发，宝开游戏发行。首作于2004年发行，是2004年最好卖休闲游戏之一。Xbox 360版于2006年3月15日发行，在2006年Xbox Live Arcade最受欢迎游戏中位列第17名。续作《Feeding Frenzy 2》2008年也位列Xbox Live Arcade销量榜单第二名。

## 游戏玩法
玩家控制一条饥饿的海洋捕食者，吃掉尽可能多的其它鱼类。游戏共40关。吃掉一些小鱼后，玩家控制的鱼会变大，然后可以吃更大的鱼。玩家必须保持警惕，避开危险，其中包括深水炸弹、更大的掠食者、水雷、有毒鱼类和水母。
此外还有限时挑战模式可供游玩。游戏还设定了累积10000条鱼的条件，达到条件即附赠六张屏保。

## 反响
IGN评价批评了其简单的机制和整体缺乏深度，对Xbox 360版本给出6.6/10分。评价建议增加额外的在线内容可能有助于增加其有限的长期吸引力。TeamXbox也对游戏难度和可重玩性给出了负面评价，暗示它可能更适合儿童。尽管如此，TeamXbox的结论是，游戏仍然可玩并十分有趣，Xbox 360版本得到7/10分。

## 脚注
1. ↑  .   [2018-02-05]. （原始内容存档于2019-05-15）.
2. ↑  . 2011-04-21  [2018-02-05]. （原始内容存档于2019-05-15）.
3. ↑  . Majornelson.com. 2006-12-30  [2018-01-05]. （原始内容存档于2012-07-06）.
4. ↑  .   [2018-02-10]. （原始内容存档于2019-05-15）.
5. ↑  . www.extremegamer.ca.   [2019-06-01]. （原始内容存档于2023-08-13）.
6. ↑  . IGN.com. 2006-03-17  [2018-02-05]. （原始内容存档于2012-05-11）.
7. ↑  . TeamXbox.com. 2006-04-05  [2018-02-05]. （原始内容存档于2012-05-11）.